# Всероссийская мемуарная библиотека
Всеросси́йская мемуа́рная библиоте́ка (полное название: Всероссийская мемуарная библиотека: Серия «Наше недавнее») — серия книг, основанная А. И. Солженицыным.
Издавалась издательством «YMCA-Press» (Париж, Франция).
С 1995 издаётся издательством «Русский путь».
В основу издательского плана легли рукописи русских эмигрантов, откликнувшихся на призыв Солженицына (в русской эмигрантской печати) о написании и сохранении воспоминаний:
Я призываю моих соотечественников теперь же сесть писать <...> воспоминания и присылать их — чтобы горе наше не ушло вместе с нами бесследно, но сохранилось бы для русской памяти, остерегая на будущее. 

По желанию авторов их истинные имена могут быть вовсе не названы (и сам автор может прислать рукопись под псевдонимом, лишь указав, что имя — не подлинное), либо сохранены в тайне до указанного ими срока. 

Мемуары с наибольшей плотностью материала и самого общего интереса будут Всероссийской Мемуарной Библиотекой со временем публиковаться....
Выходит под общей редакцией Н. Д. Солженицыной.

## Список

### В издательстве "YMCA-press"
- Н. В. Волков-Муромцев. Юность: От Вязьмы до Феодосии (1902—1920). — Paris: YMCA-press, 1983. ISBN 2-85065-037-4 (Выпуск 1)
- Н. А. Кривошеина. Четыре трети нашей жизни. — Paris: YMCA-press, 1984. ISBN 2-85065-038-2 (Выпуск 2)
- О. А. Хрептович-Бутенева. Перелом (1939—1942). — Paris : YMCA-press, 1984. ISBN 2-85065-054-4 (Выпуск 3)
- А. В. Герасимов. На лезвии с террористами. — Paris: YMCA-press, 1985. ISBN 2-85065-062-5 (Выпуск 4)
- Кн. Е. Н. Сайн-Витгенштейн. Дневник 1914—1918 / Подгот. к печати Мария Разумовская. — Paris: YMCA-press, 1986. ISBN 2-85065-078-1 (Выпуск 5)
- Ф. Я. Черон. Немецкий плен и советское освобождение. / И. А. Лугин. Полглотка свободы. — Paris : YMCA-press, 1987. ISBN 2-85065-108-7 (Выпуск 6)
- П. Н. Палий. В немецком плену / Н. В. Ващенко. Из жизни военнопленного. — Paris: YMCA-press, 1987. ISBN 2-85065-110-9 (Выпуск 7)
- В. А. Оболенский. Моя жизнь. Мои современники. — Paris: YMCA-press, 1988. ISBN 2-85065-127-3 (Выпуск 8)
- Н. В. Палибин. Записки советского адвоката: 20-е — 30-е г. — Paris: YMCA-press, 1988. ISBN 2-85065-127-3 (Выпуск 9)
- Кн. Сергей Евгеньевич Трубецкой. Минувшее. — Paris: YMCA-press, 1989. ISBN 2-85065-171-0 (Выпуск 10)
- Н. П. Окунев. Дневник москвича, 1917—1924. — Paris: YMCA-press, 1990. ISBN 2-85065-179-6 (Выпуск 11)
- М. Ф. Косинский. Первая половина века: Воспоминания / [Подгот. к печати И. А. Косинским]. — Paris: YMCA-press, 1995. ISBN 2-85065-236-9 (Выпуск 12)

### В издательстве "Русский путь"
- Волков-Муромцев Н. В. Юность. От Вязьмы до Феодосии (1902—1920). — М.: Русский путь; Грааль. 1997. 432 с, ил. ISBN 5-85887-022-8; 5-7873-0003-3 (Выпуск 1)
- Окнинский А. Л. Два года среди крестьян. — М.: Русский путь, 1998. 272 с, ил. ISBN 5-85887-024-4 (Выпуск 2)
- Клементьев В. Ф. В большевицкой Москве (1918—1920). — М.: Русский путь, 1998. 448 с, ил. ISBN 5-85887-023-6 (Выпуск 3)
- Кригер-Войновский Э. Б. Записки инженера. Воспоминания, впечатления, мысли о революции. Спроге В. Э. Записки инженера. — М.: Русский путь, 1999. 520 с, ил. ISBN 5-85887-048-1 (Выпуск 4)
- Аничков В. П. Екатеринбург — Владивосток (1917—1922). — М.: Русский путь, 1998. 368 с, ил. ISBN 5-85887-034-1 (Выпуск 5)
- Кривошеина Н. А. Четыре трети нашей жизни. — М.: Русский путь, 1999. 288 с, ил. ISBN 5-85887-044-9 (Выпуск 6)
- Поживши в ГУЛАГе: Сб. воспоминаний / Сост. А. И. Солженицын. — М.: Русский путь, 2001. 408 с, ил. ISBN 5-85887-024-4 (Выпуск 7)
- Доброволицы: Сб. воспоминаний. — М.: Русский путь, 2001. 336 с, ил. ISBN ISBN 5-85887-118-6 (Выпуск 8)
- Татищев А. А. Земли и люди: В гуще переселенческого движения (1906—1921). — М.: Русский путь, 2001. 376 с, ил. ISBN 5-85887-106-2 (Выпуск 9)
- Бенуа А. Н. Мой Дневник: 1916—1917-1918 / Вступит. ст. Дж. Э. Боулта и Н. Д. Лобанова-Ростовского; Подгот. текста Н. И. Александровой и Т. В. Есиной; Коммент. Н. И. Александровой и А. В. Ревякина. — М.: Русский путь, 2003. 704 с, ил. ISBN 5-85887-163-1 (Выпуск 10)
- Зальцман М. Меня реабилитировали…: Из записок еврейского портного сталинских времен / Пер. с англ. М. Н. Ланда; Научное редактирование, предисл. и примеч. Е. Б. Рашковского. — М.: Русский путь, 2006. 264 с ISBN 5-8588-7232-8 (Выпуск 11)
- Гойченко Д. Д. Сквозь раскулачивание и Голодомор: Свидетельство очевидца / Предисл. Е. А. Зудилов. Научное редактирование, послесл. и примеч. П. Г. Проценко. — М.: Русский путь, 2006. 376 с ISBN 5-8588-7244-1 (Выпуск 12)
- Левенштейн В. М. По-над нарами табачный дым… — М.: Русский путь, 2008. — 336 с. — ISBN 978-5-85887-289-4. — Выпуск 13.
- Российская и советская деревня первой половины XX века глазами крестьян: Взгляд из эмиграции / Сост., подгот. текста, предисл., коммент. Н. Ф. Гриценко. — М.: Русский путь, 2009. — 448 с. — ISBN 978-5-85887-338-9 (Выпуск 14).